# Mydaea brevis
Mydaea brevis este o specie de muște din genul Mydaea, familia Muscidae, descrisă de Wei în anul 1994.
Este endemică în Guizhou. Conform Catalogue of Life specia Mydaea brevis nu are subspecii cunoscute.